# David MacMillan
David William Cross MacMillan (16 de març de 1989, Bellshill) és un químic escocès professor de química a la Universitat de Princeton, on també ha estat cap del departament de química durant els anys 2010-2015. Va compartir el premi Nobel de química del 2021 amb Benjamin List "pel desenvolupament de l'organocatalisi asimètrica".

## Educació
MacMillan va néixer a Bellshill, North Lanarkshire, Escòcia i es va llicenciar (undergraduate degree) en química per la Universitat de Glasgow, on va treballar amb Ernie Colvin.
El 1990, va començar els seus estudis doctorals a la Universitat de Califòrnia a Irvine. Allà va treballar en el desenvolupament de noves metodologies de reacció per la formació estéreocontrolada de la formació de tetrahidrofurans biciclics. Va concloure el seu doctorat l'any 1996.

## Carrera acadèmica
Després d'obtenir el doctorat, MacMillan va acceptar una posició amb el professor David Evans a la Universitat Harvard. Els seus estudis postdoctorals es van centrar en la catàlisi enantioselectiva, en concret, en el disseny i desenvolupament de compexes de bisoxazolina i Sn(II).
MacMillan va començar la seva carrera com a investigador independent a la facultat de química de la Universitat de California, a Berkeley al juliol de 1998. Es va unir al departament de química de Caltech al juny de l'any 2000, on el seu grup de recerca se centrava en noves maneres d'abordar la catàlisis enantioselectiva. L'any 2004, va ser nomenat "professor de química Earle C. Anthony".
Les investigacions de MacMillan van permetre grans avenços en el camp de la organocatàlisi assimètrica, el que ha permes nous mètodes de síntesi d'una gran varietat de productes.
Entre 2010 i 2014, el professor MacMillan va ser l'editor en cap de la revista científica Chemical Science, una destacada revista de química publicada per la Royal Society of Chemistry.
David MacMillan és membre del "Comitè Assessor Científic de l'Institut Català d'Investigació Química" ubicat a la Universitat Rovira i Virgili a Tarragona on ha realitzat algunes conferències.

### Premis i honors
- 2004 Corday-Morgan medal del Royal Institute of Chemistry
- 2012 Elegit com a Fellow de la Royal Society
- 2012 Elegit com a membre de la American Academy of Arts and Sciences
- 2013 Elegit com a Corresponding Fellow de la Royal Society of Edinburgh
- 2015 Harrison Howe Award
- 2017 Ryoji Noyori Prize
- 2018 Elegit com a membre de la National Academy of Sciences
- 2021 Premi Nobel en Química